# 能美市立湯野小学校
能美市立湯野小学校（のみしりつ ゆのしょうがっこう）は、石川県能美市湯谷町にある公立小学校。

## 沿革
- 1956年（昭和31年）9月30日 - 能美郡寺井野町の町村合併に伴い、寺井町立湯野小学校と改称。
- 1974年（昭和49年）4月1日 - 現在の校舎が完成し使用開始。
- 2005年（平成17年）2月1日 - 能美郡根上町、寺井町、辰口町の3町合併により能美市誕生。市制施行に伴い、能美市立湯野小学校と改称。

## 通学区域
- 能美市 石子町、泉台町、佐野町、湯谷町、和田町

卒業生は基本的に能美市立寺井中学校へ進学する。

## 周辺
- クアハウス九谷
- 九谷陶芸村
  - 九谷焼美術館
  - 九谷焼技術研修所
  - 能美市九谷焼陶芸館
  - 浅蔵五十吉美術館
- 佐野郵便局

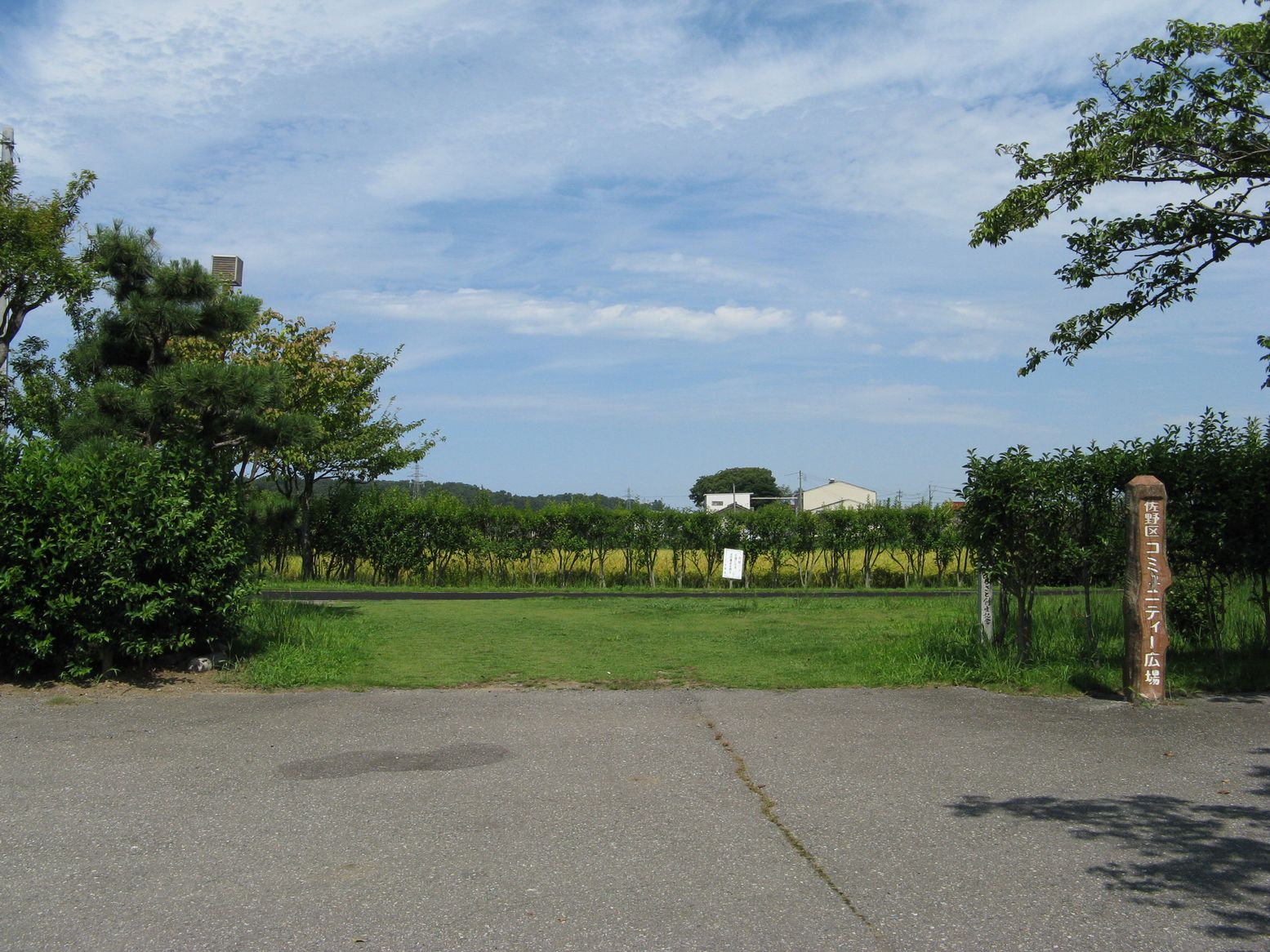
加賀佐野駅跡

かつては南西約500mの地点に北陸鉄道能美線加賀佐野駅が、北西約300mの地点に湯谷石子駅があったが、1980年9月14日に廃線、両駅とも廃駅となった。廃線跡は遊歩道に、駅跡は公園になっている。

## 特色
古くから九谷焼関連の産業が盛んな校区であることから、陶芸活動の時間がある。校区や近隣在住の陶芸家などを講師に招くこともある。学校敷地内に電気釜を備えた「陶芸室」と呼ばれる建物がある。

## 交通
- IRいしかわ鉄道線 能美根上駅より、能美市コミュニティバス・のみバス市内連携バス（ピンク色）にて「湯谷」バス停下車、徒歩約3分。
- 北陸新幹線・IRいしかわ鉄道線 小松駅より、北鉄白山バス佐野線「湯谷」バス停下車、徒歩約3分。
- 国道8号金沢西バイパス五間堂IC（五間堂交差点）より、石川県道102号根上寺井線、石川県道173号和気寺井線利用。
- 国道8号小松バイパス大長野IC（大長野西交差点）より、石川県道4号小松鶴来線、石川県道173号和気寺井線利用。